# 态叠加原理

在雙縫實驗裏，從光源傳播出來的相干光子束，照射在一塊刻有兩條狹縫和的不透明擋板。在擋板的後面，擺設了攝影膠捲或某種偵測屏，用來紀錄到達的任何位置的光子數據。最右邊黑白相間的條紋，顯示出光子在偵測屏的干涉圖樣。

在量子力学裏，态叠加原理（superposition principle）表明，假若一個量子系統的量子態可以是幾種不同量子態中的任意一種，則它們的歸一化線性組合也可以是其量子態。稱這線性組合為「疊加態」。假設組成疊加態的幾種量子態相互正交，則這量子系統處於其中任意量子態的機率是對應權值的絕對值平方。:316ff
從數學表述，态叠加原理是薛丁格方程式的解所具有的性質。由於薛丁格方程式是個線性方程式，任意幾個解的線性組合也是解。這些形成線性組合（稱為「疊加態」）的解時常會被設定為相互正交（稱為「基底態」），例如氫原子的電子能級態；換句話說，這幾個基底態彼此之間不會出現重疊。這樣，對於疊加態測量任意可觀察量所得到的期望值，是對於每一個基底態測量同樣可觀察量所得到的期望值，乘以疊加態處於對應基底態的機率之後，所有乘積的總和。
更具體地說明，假設對於某量子系統測量可觀察量{\displaystyle A}，而可觀察量{\displaystyle A}的本徵態{\displaystyle |a_{1}\rangle }、{\displaystyle |a_{2}\rangle }分別擁有本徵值{\displaystyle a_{1}}、{\displaystyle a_{2}}，則根据薛定谔方程的线性关系，疊加態{\displaystyle |\psi \rangle =c_{1}|a_{1}\rangle +c_{2}|a_{2}\rangle }也可以是這量子系統的量子態；其中，{\displaystyle c_{1}}、{\displaystyle c_{2}}分別為疊加態處於本徵態{\displaystyle |a_{1}\rangle }、{\displaystyle |a_{2}\rangle }的機率幅。假設对這疊加態系統测量可观察量{\displaystyle A}，則測量獲得數值是{\displaystyle a_{1}}或{\displaystyle a_{2}}的機率分別為{\displaystyle |c_{1}|^{2}}、{\displaystyle |c_{2}|^{2}}，期望值為{\displaystyle \langle \psi |A|\psi \rangle =|c_{1}|^{2}a_{1}+|c_{2}|^{2}a_{2}}。
舉一個可直接觀察到量子疊加的實例，在雙縫實驗裏，可以觀察到通過兩條狹縫的光子相互干涉，造成了顯示於偵測屏障的明亮條紋和黑暗條紋，這就是雙縫實驗著名的干涉圖樣。
再舉一個案例，在量子運算裏，量子位元是的兩個基底態{\displaystyle |0\rangle }與{\displaystyle |1\rangle }的線性疊加。這兩個基底態{\displaystyle |0\rangle }、{\displaystyle |1\rangle }的本徵值分別為{\displaystyle 0}、{\displaystyle 1}。

## 理論
在數學裏，疊加原理表明，線性方程式的任意幾個解所組成的線性組合也是這方程式的解。由於薛丁格方程式是線性方程式，疊加原理也適用於量子力學，在量子力學裏稱為態疊加原理。假設某量子系統的量子態可以是  {\displaystyle |f_{1}\rangle }或{\displaystyle |f_{2}\rangle }  ，這些量子態都滿足描述這量子系統物理行為的薛丁格方程式。則這量子系的量子態也可以是它們的線性組合{\displaystyle |f\rangle =c_{1}|f_{1}\rangle +c_{2}|f_{2}\rangle }，也滿足同樣的薛丁格方程式；其中，{\displaystyle c_{1}}、{\displaystyle c_{2}}是複值係數，為了歸一化{\displaystyle |f\rangle }，必須讓{\displaystyle |c_{1}|^{2}+|c_{2}|^{2}=1}。
假設{\displaystyle \theta }為實數，則雖然{\displaystyle e^{i\theta }|f_{2}\rangle }與{\displaystyle |f_{2}\rangle }標記同樣的量子態，他們並無法相互替換。例如，{\displaystyle |f_{1}\rangle +|f_{2}\rangle }、{\displaystyle |f_{1}\rangle +e^{i\theta }|f_{2}\rangle }分別標記兩種不同的量子態。但是，{\displaystyle |f_{1}\rangle +|f_{2}\rangle }和{\displaystyle e^{i\theta }(|f_{1}\rangle +|f_{2}\rangle )}都標記同一個量子態。因此可以這樣說，整體的相位因子並不具有物理意義，但相對的相位因子具有重要的物理意義。這種相位因子固定不變的量子疊加稱為「相干量子疊加」。:317

### 電子自旋範例
設想自旋為{\displaystyle 1/2}的電子，它擁有兩種相互正交的自旋本徵態，上旋態{\displaystyle |\uparrow \rangle }與下旋態{\displaystyle |\downarrow \rangle }，它們的量子疊加可以用來表示量子位元：
{\displaystyle |\psi \rangle =c_{\uparrow }|\uparrow \rangle +c_{\downarrow }|\downarrow \rangle }；
其中，{\displaystyle c_{\uparrow }}、{\displaystyle c_{\downarrow }}分別是複值係數，為了歸一化{\displaystyle |\psi \rangle }，必須讓{\displaystyle |c_{\uparrow }|^{2}+|c_{\downarrow }|^{2}=1}。
這是最一般的量子態。係數{\displaystyle c_{\uparrow }}、{\displaystyle c_{\downarrow }}分別給定電子處於上旋態或下旋態的機率：
{\displaystyle p_{\uparrow }=|c_{\uparrow }|^{2}}、
{\displaystyle p_{\downarrow }=|c_{\downarrow }|^{2}}。
總機率應該等於1：
{\displaystyle p=p_{\uparrow }+p_{\downarrow }=|c_{\uparrow }|^{2}+|c_{\downarrow }|^{2}=1}。
這電子也可能處於這兩個量子態的疊加態：
{\displaystyle |\psi \rangle ={3i \over 5}|\uparrow \rangle +{4 \over 5}|\downarrow \rangle }。
電子處於上旋態或下旋態的機率分別為
{\displaystyle p_{\uparrow }=\left|\;{\frac {3i}{5}}\;\right|^{2}={\frac {9}{25}}}、
{\displaystyle p_{\downarrow }=\left|\;{\frac {4}{5}}\;\right|^{2}={\frac {16}{25}}}。
再次注意到總機率應該等於1：
{\displaystyle p={\frac {9}{25}}+{\frac {16}{25}}=1}。

### 非相對論性自由粒子案例
描述一個非相對論性自由粒子的含時薛丁格方程式為:331-336
{\displaystyle -{\frac {\hbar ^{2}}{2m}}\nabla ^{2}\ \Psi (\mathbf {r} ,t)=i\hbar {\frac {\partial }{\partial t}}\Psi (\mathbf {r} ,t)}；
其中，{\displaystyle \hbar }是約化普朗克常數，{\displaystyle \Psi (\mathbf {r} ,t)}是粒子的波函數，{\displaystyle \mathbf {r} }是粒子的位置，{\displaystyle t}是時間。
這薛丁格方程式有一個平面波解：
{\displaystyle \Psi (\mathbf {r} ,t)=e^{i(\mathbf {k} \cdot \mathbf {r} -\omega t)}}；
其中，{\displaystyle \mathbf {k} }是波向量，{\displaystyle \omega }是角頻率。
代入薛丁格方程，這兩個變數必須遵守關係式
{\displaystyle {\frac {\hbar ^{2}k^{2}}{2m}}=\hbar \omega }。
由於粒子存在的機率等於1，波函數{\displaystyle \Psi (\mathbf {r} ,t)}必須歸一化，才能夠表達出正確的物理意義。對於一般的自由粒子而言，這不是問題。因為，自由粒子的波函數，在位置或動量方面，都是局部性的。在量子力學裏，一個自由粒子的動量與能量不必須擁有特定的值。自由粒子的波函數可以表示為很多平面波的量子疊加：
{\displaystyle \Psi (\mathbf {r} ,t)={\frac {1}{(2\pi )^{3/2}}}\int _{\mathbb {K} }A(\mathbf {k} )e^{i(\mathbf {k} \cdot \mathbf {r} -\omega t)}\mathrm {d} \mathbf {k} }；
其中，積分區域{\displaystyle \mathbb {K} }是{\displaystyle \mathbf {k} }-空間。
為了方便計算，只思考一維空間，
{\displaystyle \Psi (x,t)={\frac {1}{\sqrt {2\pi }}}\int _{-\infty }^{\infty }A(k)~e^{i(kx-\omega (k)t)}\ \mathrm {d} k}；
其中，振幅{\displaystyle A(k)}是量子疊加的係數函數。
逆反過來，係數函數表示為
{\displaystyle A(k)={\frac {1}{\sqrt {2\pi }}}\int _{-\infty }^{\,\infty }\Psi (x,0)~e^{-ikx}\,\mathrm {d} x}；
其中，{\displaystyle \Psi (x,0)}是在時間{\displaystyle t=0}的波函數。
所以，知道在時間{\displaystyle t=0}的波函數{\displaystyle \Psi (x,0)}，通過傅立葉變換，可以推導出在任何時間的波函數{\displaystyle \Psi (x,t)}。